# Atentado de Zemmuri de 2008
El atentado de Zemmouri se produjo el 9 de agosto de 2008, cuando un atacante suicida condujo y detonó un vehículo cargado de explosivos en la sede de la Gendarmería Nacional de Argelia en la ciudad de Zemmouri, provincia de Boumerdès, matando a 8 e hiriendo a 19. Se sospecha que la organización Al-Qaeda en el Magreb Islámico fue la responsable.